# Paul B. Kossoff
Pour les articles homonymes, voir Kossoff.
Paul B. Kossoff est un animateur américain ayant travaillé au sein des Studios Disney.

## Filmographie
- 1940 : Pinocchio (non crédité)
- 1940 : Fantasia (segment "Rite of Spring")
- 1941 : The Little Whirlwind (effets d'animation)
- 1941 : The Reluctant Dragon (effets d'animation)
- 1941 : The Nifty Nineties (effets d'animation, non crédité)
- 1941 : Dumbo (effets d'animation, non crédité)